# Пыйкма
Пы́йкма (эст. Põikma) — деревня в волости Кохила уезда Рапламаа, Эстония. 

## География и описание
Расположена в 6 километрах к юго-западу от волостного центра — посёлка Кохила, и в 18 километрах к северу от уездного центра — города Рапла. Высота над уровнем моря — 77 метров.
Официальный язык — эстонский. Почтовый индекс — 79709.

## Население
По данным переписи населения 2011 года, в деревне проживали 19 человек, все — эстонцы.
По данным переписи населения 2021 года, в деревне насчитывалось 23 жителя, все — эстонцы.
Численность населения деревни Пыйкма по данным переписей населения:
| Год  | 1959 | 1970 | 2000 | 2011 | 2021 |
| ---- | ---- | ---- | ---- | ---- | ---- |
| Чел. | 47   | ↘ 31 | ↘ 17 | ↗ 19 | ↗ 23 |

## История
В письменных источниках 1586 года упоминается Poyküll, 1725 года — Poicka, 1798 года — Pöitwa, 1844 года — Poitkma. 
В 1997—1998 годах Пыйкма была частью деревни Хагери.